# Szczecinek
Szczecinek (česky historicky Nový Štětín, německy Neustettin, kašubsky Nowé Sztetëno) je město v Polsku v Západopomořanském vojvodství v okrese Szcecinek. Nachází se 145 km východně od Štětína, 145 km severně od Poznaně, 150 km jihozápadně od Gdyně, zhruba 90 km jižně od břehů Baltu. V okolí města se nachází množství jezer. V roce 2024 zde žilo 37 421 obyvatel.